# 希氏石鮰
希氏石鮰為輻鰭魚綱鯰形目北美鯰科的其中一種，分布於北美洲美國密西西比河流域，本魚身體細長，頭扁平，胸鰭短，脂鰭白色，尾鰭平直，體上半部棕黑色，腹部乳白色或淡黃色，體側具有雜色花紋，體長可達6.9公分，棲息在沙石底質的溪流，屬肉食性，以水生昆蟲、等足類等為食。

## 擴展閱讀
維基物種上的相關：希氏石鮰